# Тауризано
Тауриза̀но (на италиански: Taurisano) е град и община в Южна Италия, провинция Лече, регион Пулия. Разположен е на 110 m надморска височина. Населението на общината е 12 668 души (към 2012 г.).